# Amphoe Phra Samut Chedi
Amphoe Phra Samut Chedi (Thai อำเภอ พระสมุทรเจดีย์, Aussprache: ʔāmpʰɤ̄ː pʰráʔ sāmút tɕēːdīː) ist ein Landkreis (Amphoe – Verwaltungs-Distrikt) im Westen der Provinz Samut Prakan. Die Provinz Samut Prakan liegt in der Zentralregion von Thailand am südöstlichen Stadtrand von Bangkok.

## Geographie
Samut Prakan gehört zur Metropolregion Bangkok, der Übergang zwischen den beiden Städten ist fließend.
Benachbarte Bezirke (von Westen im Uhrzeigersinn):  die Khet (Bezirke von Bangkok) Bang Khun Thian und Thung Khru sowie Amphoe Phra Pradaeng und (auf dem gegenüber liegenden Ufer des Mae Nam Chao Phraya) Amphoe Mueang Samut Prakan der Provinz Samut Prakan.

## Geschichte
Der Landkreis wurde am 15. Dezember 1984 zunächst als „Zweigkreis“ (King Amphoe) eingerichtet, indem fünf Gemeinden (Tambon) vom Amphoe Mueang Samut Prakan abgetrennt wurden.
Am 15. Juli 1991 bekam Phra Samut Chedi den vollen Amphoe-Status.

## Sehenswürdigkeiten
Der Bezirk ist benannt nach dem Tempel Phra Samut Chedi, der 1827/1828 von König Phra Phutthaloetla Naphalai (Rama II.) auf einer Insel im Mae Nam Chao Phraya (Chao-Phraya-Fluss) erbaut wurde. Das Wahrzeichen, die schneeweiße Chedi, stand damals noch mitten im Fluss, daher wurde sie auch Phra Chedi Klang Nam („Chedi mitten im Fluss“) genannt. Durch Sedimentbildung liegt sie heute am Westufer.
An der Mündung des Chao Phraya liegt das Chulachomklao Fort (ป้อมพระจุลจอมเกล้า), welches im Jahre 1893 erbaut wurde und nur einmal, nämlich während des Pak-Nam-Zwischenfalls im gleichen Jahr benutzt wurde. Das Fort ist heute für Touristen hergerichtet, im Park befindet sich ebenfalls die HTMS Maeklong, ein ehemaliges Schulschiff der Royal Thai Navy.

## Verwaltung

### Provinzverwaltung
Der Landkreis Phra Samut Chedi ist in fünf Tambon („Unterbezirke“ oder „Gemeinden“) eingeteilt, die sich weiter in 42 Muban („Dörfer“) unterteilen.
| Nr. | Name                    | Thai            | Muban | Einw.  |
| --- | ----------------------- | --------------- | ----- | ------ |
| 01. | Na Kluea                | นาเกลือ          | 08    | 11.049 |
| 02. | Ban Khlong Suan         | บ้านคลองสวน      | 04    | 19.652 |
| 03. | Laem Fa Pha             | แหลมฟ้าผ่า        | 13    | 17.502 |
| 04. | Pak Khlong Bang Pla Kot | ปากคลองบางปลากด | 04    | 13.169 |
| 05. | Nai Khlong Bang Pla Kot | ในคลองบางปลากด  | 13    | 63.196 |

### Lokalverwaltung
Es gibt zwei Kommunen mit „Kleinstadt“-Status (Thesaban Tambon) im Landkreis:
- Phra Samut Chedi (Thai: เทศบาลตำบลพระสมุทรเจดีย์) bestehend aus dem kompletten Tambon Pak Khlong Bang Pla Kot.
- Laem Fa Pha (Thai: เทศบาลตำบลแหลมฟ้าผ่า) bestehend aus den Teilen der Tambon Laem Fa Pha, Nai Khlong Bang Pla Kot.

Außerdem gibt es view „Tambon-Verwaltungsorganisationen“ (องค์การบริหารส่วนตำบล – Tambon Administrative Organizations, TAO)
- Na Kluea (Thai: องค์การบริหารส่วนตำบลนาเกลือ) bestehend aus dem kompletten Tambon Na Kluea.
- Ban Khlong Suan (Thai: องค์การบริหารส่วนตำบลบ้านคลองสวน) bestehend aus dem kompletten Tambon Ban Khlong Suan.
- Laem Fa Pha (Thai: องค์การบริหารส่วนตำบลแหลมฟ้าผ่า) bestehend aus Teilen des Tambon Laem Fa Pha.
- Nai Khlong Bang Pla Kot (Thai: องค์การบริหารส่วนตำบลในคลองบางปลากด) bestehend aus Teilen des Tambon Nai Khlong Bang Pla Kot.